# Armoiries de la Slovénie

Armoiries de la Slovénie

Dans le blason de la Slovénie on peut voir, sur un fond d'azur avec une bordure de gueules, le dessin du mont Triglav d'argent : c'est le plus haut sommet de la Slovénie. Le mont Triglav est surmonté de trois étoiles à six branches, d'or, superposées deux sur une. Ces étoiles furent adoptées dans le blason du comté de Celje (en slovène Grofje Celjski), la grande maison dynastique de la fin du XIVe siècle et du début du XVe siècle. À la base de la montagne, on peut voir deux lignes ondulées d'azur qui représentent la mer Adriatique et les fleuves de Slovénie. Il fut dessiné par Marko Pogačnik.
La version actuelle fut adoptée comme blason officiel de la Slovénie par l'Assemblée nationale le 24 juin 1991.

## République socialiste de Slovénie(république fédérative socialiste de Yougoslavie)

Blason de la république socialiste de Slovénie.